# Chris Dreja
Chris Dreja, all'anagrafe Christopher Dreja (Surbiton, 11 novembre 1945), è un chitarrista e bassista inglese.
È noto per essere stato il chitarrista ritmico prima, e bassista poi, della rock-band inglese degli Yardbirds a partire dalla metà degli anni sessanta.
Suo padre era di nazionalità polacca.
Dopo lo scioglimento degli Yardbirds, Jimmy Page gli offrì il ruolo di bassista nella nuova band che aveva appena formato, nota come New Yardbirds, il primo nucleo di quelli che sarebbero divenuti i Led Zeppelin. Dreja rifiutò per dedicarsi alla sua passione per la fotografia; è stato lui a fotografare i membri dei Led Zeppelin per il retro della copertina del loro album di debutto.
Dreja ha preso parte alla riunione degli Yardbirds nel 1992.